# سانتياغو إي بريكس 2018
سانتياغو إي بريكس 2018 (بالإسبانية: E-Prix de Santiago de 2018)‏ هو سباق سيارات فورمولا إي الكهربائية
أقيم بتاريخ 3 فبراير 2018 في Santiago Street Circuit ‏، تشيلي، وكان السباق 4 من أصل 12 في بطولة العالم للفورمولا إي 2017–18، وكان أول المنطلقين جان إيريك فيرجين ‏.
فاز بالمركز الأول  جان إيريك فيرجين ‏، وكان صاحب أسرع لفة سام بيرد ‏.